# Proposition incise
Ne doit pas être confondu avec Incise (typographie).
En syntaxe, la proposition incise est une proposition faisant partie d’une phrase complexe sans avoir de rapport syntaxique avec le reste de celle-ci. Cette proposition constitue une interruption dans l’organisation syntaxique dans laquelle elle apparaît, une intervention de l’énonciateur principal dans l’énoncé d’une autre personne ou dans son propre énoncé, dans divers buts,,.
L’incise est insérée parfois dans une autre proposition, d’autres fois entre deux propositions, d’autres fois encore, elle est la première ou la dernière proposition de la phrase complexe. Dans la parole, elle se distingue du reste de la phrase par son intonation plus basse et sans variation de hauteur, parfois par son tempo, et elle est délimitée par des pauses. À l’écrit, cette délimitation est représentée, en fonction de la langue en question aussi, par des parenthèses, des tirets (moyens ou longs), ou des virgules, parfois une combinaison des deux derniers signes,.

## Incises selon leur but

### Pour rendre le discours direct
Une catégorie de propositions incises, appelées « de narration », consiste en l’intervention de l’énonciateur principal, le plus souvent dans l’énoncé d’une autre personne, plus rarement dans son propre énoncé, pour le citer. On rencontre souvent ce genre d’incise dans les dialogues et les monologues rendus par l’énonciateur principal. Son prédicat est un verbe du type dire, répondre ou penser.
En français standard, l’ordre des mots dans l’incise de narration est prédicat + sujet, que ce dernier soit exprimé par un nom ou un pronom, par exemple :
L’argent, dit le sage, ne fait pas le bonheur ;
« Quelle buse ! » pensai-je (incise pour rendre la pensée du narrateur tout en rendant un exposé qu’il écoute) (Marcel Proust).
Dans le registre populaire du français, par contre, l’ordre des mots est sujet + prédicat, le premier étant un pronom personnel conjoint, ex. Tu vois, il a dit à l’amoureux, ça c’est ma femme (Jean Giono). Dans ce registre, l’incise est souvent introduite par la conjonction que : Siècle de vitesse ! qu’ils disent (Louis-Ferdinand Céline).
Dans d’autres langues, comme le roumain, le hongrois ou le serbo-croate, l’ordre est toujours l’inverse de l’habituel, c’est-à-dire prédicat + sujet, quand ce dernier est exprimé par un mot à part, ce qui n’est pas toujours le cas. Exemples :
(ro) Ți-am adus ziarul, zise el. « Je t’ai apporté le journal, dit-il » ;
(hu) „Esik az eső” – mondta János. « Il pleut, dit János » ;
(sh) »Moji planovi«, hladno odgovori Ana, »tebe se ne tiču!«. « Mes projets, répondit Ana froidement, ne te concernent pas ! ».
En anglais, avec un sujet pronom personnel, l’ordre est sujet + prédicat, ex. ‘Nice to see you,’ he said « Content de te voir, dit-il ». Avec un nom, l’ordre peut être le même, mais aussi prédicat + sujet : ‘I’m afraid not,’ the woman replied / replied the woman « Je crains que non, répondit la femme ».

### Pour donner un supplément d’information
Surtout dans des œuvres littéraires, l’écrivain interrompt la communication centrale par des informations sur le comportement, les mouvements, les pensées des personnages, etc.. Exemples :
(fr) Leurs chats, et ils en avaient beaucoup, avaient chacun leur panier ;
(en) Her new boyfriend—his name is Jacob—will be coming over tonight. « Son nouveau petit ami – son nom est Jacob – viendra ici ce soir » ;
(ro) Amicul nostru (mărturisesc astăzi că acela eram eu însumi).... s-a grăbit a schimba vorba « Notre ami (j’avoue aujourd’hui que c’était moi-même)… se hâta de changer de sujet » (Alexandru Odobescu).

### Pour exprimer la modalité
Parmi d’autres moyens, les propositions incises peuvent servir à exprimer la modalité, c’est-à-dire une gamme large d’attitudes cognitives, affectives ou volitives (certitude, incertitude, renforcement, atténuation, probabilité, possibilité, etc.) de l’énonciateur par rapport à ce qu’il communique, ou bien le locuteur cherche par de telles propositions aussi à convaincre, à s’allier, etc. le destinataire de son énoncé. Exemples :
(fr) Soit dit entre nous, il n’est guère consciencieux dans son travail ;
(en) As you know, things are difficult just now. « Comme tu sais, c’est difficile en ce moment » ;
(ro) Am venit, dacă vrei să mă crezi, din întâmplare. « Je suis venu(e), si tu veux bien me croire, par hasard » ;
(hu) Bözsi, úgy vélem, meggyógyult. « Bözsi est guérie, je pense » ;
(sh) Stadion — to je sada jasno — neće biti završen na vreme. « Le stade – c’est clair maintenant – ne sera pas fini à temps ».
Certaines propositions incises modalisatrices en principe perdent parfois complètement leur sens, y compris celui de modalisation, et ne servent éventuellement qu’à gagner du temps, devenant des tics de langage, par exemple :
(fr) n’est-ce pas?, voyez-vous, comment dirais-je ;
(en) I mean « je veux dire », you know « tu sais » ;
(ro) cum să spun « comment dirais-je », știu eu « que sais-je », nu-i așa « n’est-ce pas », știi « tu sais » ;
(hu) mit tudom én « que sais-je », mondjuk « disons » ;
(sh) znaš « tu sais », znači « je veux dire » (littéralement « signifie »).

## Sources bibliographiques
- (ro) Avram, Mioara, Gramatica pentru toți [« Grammaire pour tous »], Bucarest, Humanitas, 1997, 597 p. (ISBN 973-28-0769-5)
- « Banque de dépannage linguistique (BDL) », Office québécois de la langue française (consulté le 23 mai 2020)
- (ro) Bidu-Vrănceanu, Angela et al., Dicționar general de științe. Științe ale limbii [« Dictionnaire général des sciences. Sciences de la langue »], Bucarest, Editura științifică, 1997 (ISBN 973-44-0229-3, lire en ligne)
- (en) Bussmann, Hadumod (dir.), Dictionary of Language and Linguistics [« Dictionnaire de la langue et de la linguistique »], Londres – New York, Routledge, 1998 (ISBN 0-203-98005-0, lire en ligne)
- (ro) Constantinescu-Dobridor, Gheorghe, Dicționar de termeni lingvistici [« Dictionnaire de termes linguistiques »] (DTL), Bucarest, Teora, 1998 (sur Dexonline.ro)
- (en) Crystal, David, A Dictionary of Linguistics and Phonetics [« Dictionnaire de linguistique et de phonétique »], Oxford, Blackwell Publishing, 2008, 4e éd., 529 p. (ISBN 978-1-4051-5296-9, lire en ligne)
- (hu) Cs. Nagy, Lajos, « Mondattan », dans A. Jászó, Anna (dir.), A magyar nyelv könyve [« Le livre de la langue hongroise »], Budapest, Trezor, 2007, 8e éd. (ISBN 978-963-8144-19-5, lire en ligne), p. 321-344
- Dubois, Jean et al., Dictionnaire de linguistique, Paris, Larousse-Bordas/VUEF, 2002 (lire en ligne)
- (en) Eastwood, John, Oxford Guide to English Grammar [« Guide Oxford de la grammaire anglaise »], Oxford, Oxford University Press, 1994 (ISBN 0-19-431351-4, lire en ligne)
- (hu) Gósy, Mária et Gyarmathy, Dorottya, « A nyelvhasználati változás egy jelensége » [« Un phénomène de changement dans l’utilisation de la langue »], Magyar Nyelvőr, vol. 132, no 2,‎ 2008, p. 206-222 (ISSN 1585-4515, lire en ligne, consulté le 23 mai 2020)
- Grevisse, Maurice et Goosse, André, Le Bon Usage : grammaire française, Bruxelles, De Boeck Université, 2007, 14e éd., 1600 p. (ISBN 978-2-8011-1404-9, lire en ligne)
- (sr) Klajn, Ivan, Gramatika srpskog jezika [« Grammaire de la langue serbe »], Belgrade, Zavod za udžbenike i nastavna sredstva, 2005 (ISBN 86-17-13188-8, lire en ligne)
- Szende, Thomas et Kassai, Georges, Grammaire fondamentale du hongrois, Paris, Langues et mondes – l’Asiathèque, 2007, 573 p. (ISBN 978-2-915255-55-3, lire en ligne)